# Inocentes (banda)
Inocentes é uma das primeiras e mais importantes bandas de punk rock brasileiras, formada em 1981 por ex-integrantes de duas bandas da periferia de São Paulo, o Restos de Nada e o Condutores de Cadáver.

## História

### Início
O Inocentes foi formado em agosto de 1981, por três ex-membros do Condutores de Cadáver, o guitarrista Antônio Carlos Callegari, o baterista Marcelino Gonzales e o baixista Clemente, este, o mais experiente, pois já havia tocado no Restos de Nada, primeira banda punk paulistana. Os três chamaram o novato Maurício para assumir os vocais.
O nome Inocentes teria sido inspirado em uma música dos primórdios do punk inglês, de John Cooper Clarke, "Innocents", que fez parte da coletânea Streets do selo Beggar’s Banquet. Suas influências foram bandas como Buzzcocks, The Vibrators, Generation X, New York Dolls, The Saints e Ramones.
Em 1982, foram convidados, junto com Cólera e Olho Seco, a participar da coletânea Grito Suburbano, o primeiro registro sonoro das bandas punks brasileiras, lançada pelo selo Punk Rock Discos naquele ano.
Com a explosão do movimento punk paulistano para todo o Brasil, o Inocentes conseguiu projeção nacional e se tornou um de seus porta-vozes. Eles viraram personagens do documentário em vídeo Garotos do Subúrbio, dirigido por Fernando Meirelles (diretor de Cidade de Deus), e exibido no MASP em 1982, e do curta Pânico em SP, dirigido por Mário Dalcêndio Jr.. No fim do mesmo ano, já com um novo vocalista, Ariel Uliana Jr., participam do festival O Começo do Fim do Mundo, no SESC Pompéia, em São Paulo, que foi registrado ao vivo e lançado em disco no ano seguinte em forma de coletânea.
Em 1983, fazem parte da invasão ao Rio de Janeiro por punks paulistanos, tocando no Circo Voador com sete bandas punk paulistas e mais Paralamas do Sucesso e Coquetel Molotov, do Rio de Janeiro. Nesse mesmo ano, entram em estúdio para gravar seu primeiro LP, Miséria e Fome; porém todas as treze músicas compostas que entrariam no disco foram censuradas, forçando a banda a alterar as letras de três delas, que foram registradas no compacto Miséria e Fome. Participam do média-metragem Punks, dirigido por Sarah Yakni e Alberto Gieco, e no fim do ano, já como um trio com Clemente nos vocais, a banda acaba em pleno palco do Napalm, devido aos rumos que o movimento punk havia tomado (as brigas entre gangues aumentavam a cada dia, não havia mais shows e zines).

### Pausa
O Inocentes voltou em 1984 com uma nova formação, Antônio "Tonhão" Parlato na bateria, André Parlato no baixo, Ronaldo dos Passos na guitarra e Clemente nos vocais e guitarra. E também com uma nova proposta, um som mais próximo do pós-punk e o objetivo de tocar além das fronteiras do movimento punk, fazendo parte parte do chamado rock paulista com bandas como Patife Band, Ira!, As Mercenárias, Voluntários da Pátria, Smack, 365, entre outras. Tocaram no Lira Paulistana, Zona Fantasma, Via Berlim, Rose Bom Bom e Circo Voador, no Rio de Janeiro, onde fizeram a abertura de um show da Legião Urbana.
Nesse mesmo ano, Grito Suburbano é lançado na Alemanha com o nome de Volks Grito, pelo selo Vinyl Boogie, e a banda é incluída na coletânea Life is Joke, que contou com bandas punk do mundo inteiro, lançada pelo selo Weird System também da Alemanha.

### Os anos na Warner
Em 1986, Branco Mello dos Titãs leva uma demo deles para a Warner que os contrata, e lançam o mini-LP Pânico em SP, produzido por Branco e Pena Schmidt, tornando-se a primeira banda punk brasileira a gravar por uma multinacional. O disco é bem recebido pela mídia e a banda excursiona por todo o Brasil pela primeira vez. As vendas na Warner são boas, mas não são as esperadas pela gravadora. Apesar disso, a banda conquista respeito e público por todo o país. Pânico em SP apresenta uma sonoridade mais limpa, mas sem perder as raízes punk rock do grupo, incluído a regravação de "(Salvem) El Salvador", do compacto Miséria e Fome, e músicas antigas que ainda não haviam sido gravadas, como o ska "Não Acordem a Cidade", que também foi o primeiro videoclipe da banda. Devido à banda ter assinado com uma multinacional, na época alguns punks disseram que eles foram "vendidos" ao sistema. Este álbum foi mais tarde escolhido pela Rolling Stone Brasil como o sexto melhor álbum de punk rock brasileiro.
O segundo álbum pela Warner, Adeus Carne, sai em 1987 e foi produzido por Geraldo D’Arbilly e Pena Schmidt. Contém músicas que tocaram nas rádios rock, como "Pátria Amada" (que se tornou seu segundo vídeoclipe), "Tambores" e "Cidade Chumbo". O show de lançamento, realizado no Center Norte, no estacionamento do shopping na zona norte de São Paulo, reúne mais de 10 mil pessoas. Apesar de tudo isso, a gravadora deixa a banda de lado por considerá-la "difícil" de trabalhar. Este álbum vendeu 30 mil cópias.
O terceiro álbum pela Warner só sai em 1989, produzido por Roberto Frejat, do Barão Vermelho. Segundo a banda, é um disco um tanto confuso, desde a capa, onde a banda aparece nua e algemada, até o conteúdo, uma mistura de rock’n’roll, punk rock e rap. Tudo isso foi resultado da pressão exercida pela gravadora em cima da banda, que faz com que o clima interno esquente, tornando-se insuportável. A capa foi o resultado de uma tentativa da banda em persuadir a gravadora a não colocar os quatro na capa novamente, mas eles adoraram a foto e ela acabou saindo assim mesmo. As gravações foram um tanto tumultuadas e a banda preferia esquecer os shows de lançamento em São Paulo e no Rio. O resultado de toda essa confusão foi a saída de Tonhão e de André Parlato, substituídos por César Romaro na bateria e Mingau no baixo, e a saída da banda da Warner.

### Anos 90
No início dos anos 90 eles estavam sem gravadora, com poucos shows e pouco dinheiro. A banda tomava rumos cada vez mais distantes do punk rock que a consagrou. Em 1991, uma demo com a música "O Homem Negro" chegou à rádio 89FM e tocou sem parar. A música, uma mistura entre punk rock, rap e rock, conquistou novos fãs e abriu novos horizontes, e em 1992, lançam Estilhaços, um álbum quase acústico pelo selo Cameratti. Pela primeira vez a banda freqüenta o circuito de shows da Secretaria de Cultura da Cidade de São Paulo, fazendo vários shows gratuitos em casas de cultura pela periferia da cidade. A faixa "Faminto" toca nas rádios rock e a banda volta a excursionar.
Em 1994, as raízes punk rock começam a voltar no álbum Subterrâneos, lançado pela gravadora Eldorado. A banda participa do curta-metragem Opressão, de Mirella Martinelli, onde interpreta a si mesma e Clemente é assassinado em pleno palco por um bando de skinheads nazistas. O filme ganha vários prêmios pelo mundo. Nessa época, Clemente grava com Thaíde & DJ Hum, uma versão de "Pânico em SP" que acaba mudando a letra e o nome para "Testemunha Ocular". A música faz parte da coletânea No Majors Baby, produzida por Marcel Plasse para a gravadora Paradoxx, e é a primeira colaboração oficial entre músicos de rock e rap em São Paulo.
O Inocentes faz o show de abertura da apresentação que os Ramones fizeram no Olympia, em São Paulo. Foram três dias de pancadaria, com Calegari voltando a banda, desta vez assumindo baixo no lugar de Mingau, que foi tocar com Dinho Ouro Preto. Os shows tiveram uma grande repercussão e, quando a banda se preparava para gravar seu novo álbum, saem César Romaro e Calegari. Ronaldo convoca Nonô, baterista do Full Range, e Clemente chama um velho amigo para assumir o baixo, Anselmo Guarde (ex-vocalista do SP Caos e ex-baixista do Viúva Velvet e do Fogo Cruzado). Com essa formação, no final de 1995, a banda entra em estúdio e grava o álbum Ruas, que foi lançado em 1996, pela gravadora Paradoxx. O novo disco retoma a pegada punk rock. A banda toca no primeiro Close-Up Planet com Sex Pistols, Bad Religion, Silverchair e Marky Ramone, que acaba amigo da banda e divide vários shows pelo interior. A apresentação no Close-Up Planet repercute bem e novamente caem na estrada, chegando até Recife, onde se apresentam no Abril Pro Rock de 1997.
Em 1998, entram em estúdio e gravam Embalado a Vácuo. O álbum chega a ser lançado pela Paradoxx, que o vende para a Abril Music, que o relança, em 1999, com capa nova e duas faixas bônus. A música "Cala a Boca" toca nas rádios rock, e chega a ficar dois meses em primeiro lugar na rádio Brasil 2000, sendo só desbancada pelo Kiss, que desembarca no Brasil para um show no autódromo de Interlagos, como parte da turnê do recém-lançado Psycho Circus. Realizam dois shows, um com o Ultraje a Rigor, na USP, e outro com o Ira!, no SESC Itaquera, reunindo mais de dez mil pessoas por show.
Seu último álbum pela Abril Music foi O Barulho dos Inocentes, produzido por Clemente e Rafael Ramos, com versões de várias canções punks nacionais que a banda gostava. Chegaram a fazer uma versão para "I Wanna be your Boyfriend", dos Ramones. Também foi gravada uma versão para "Should I Stay or Should I Go" do The Clash, que não saiu no álbum.

### Atualmente
Em janeiro de 2001, gravam um disco ao vivo no SESC Pompeia, em São Paulo, chamado 20 Anos ao Vivo e foi licenciado para o selo RDS. Fizeram o show de abertura do Bad Religion no Credicard Hall, e logo após Ronaldo dos Passos resolve deixar a banda e foi substituído por André Fonseca (do Okotô) nas guitarras. Nonô também sai da banda e começa uma troca constante de bateristas. Ronaldo saiu e foi tocar com Kid Vinil no Magazine retornando algum tempo depois. Também saíram André Fonseca (ex- Patife Band, Okôto, Inocentes e Titãs) e o baterista Edgar Avian (ex- Gritando Hc, Predial e atual Supla), e em seu lugar foi convocado Frederico Ciociola, o Fred.
Em 2004, novamente com Ronaldo, gravaram o álbum Labirinto pelo selo Ataque Frontal, produzido pela própria banda. A primeira prensagem esgotou em menos de uma semana e a música "Travado" começa a ser executada nas rádios rock. A partir deste mesmo ano, Clemente assumiu o segundo vocal da Plebe Rude no lugar de Jander Bilaphra. Desde então, se divide entre as duas bandas.
Em 2007, com Nonô de volta à bateria e comemorando 25 anos de carreira, a banda gravou o DVD Som e Fúria, no Centro Cultural São Paulo. O registro foi lançado somente em 2009 pelo selo Monstro Discos.
Já em 2011, em comemoração aos 30 anos dos Inocentes e 25 anos de Pânico em SP, primeiro álbum da banda, a WEA relança os 3 primeiros álbuns da banda (Pânico em SP, Adeus Carne e Inocentes). Na época, for produzido um mini-documentário comemorativo.
No final de 2013 a banda lançou Sob Controle, pela Substancial Music. O álbum conta com duas músicas inéditas, novas versões de músicas registradas na edição comemorativa de 25 anos de Pânico em SP e gravações ao vivo de clássicos do grupo. 
Em 12 de abril de 2019, lançam em vinil de 7 polegadas e nas plataformas digitais o EP Cidade Solidão, pela gravadora paulista Hearts Bleed Blue (HBB). Em 29 de agosto, sai o clipe da música "Donos das Ruas".
Em 28 de julho de 2022, lançam o single duplo Queima!. Em outubro do mesmo ano, lançam o videoclipe da faixa “Eu Vou Ouvir Ramones”, labo B do single Queima!.

## Discografia

### Álbuns de Estúdio
- Pânico em SP (1986) [Reeditado em 2011, com 6 faixas inéditas e em 2021, com duas faixas ao vivo.]
- Adeus Carne (1987)
- Miséria e Fome (1988) [Reedição do primeiro EP incluindo as faixas que haviam sido censuradas em 1983.]
- Inocentes (1989)
- Estilhaços (1992)
- Subterrâneos (1994)
- Ruas (1996)
- Embalado a Vácuo (1998)
- Garotos do Subúrbio (1999) [Reedição da Demo Tape (K7) lançada em 1985.]
- O Barulho dos Inocentes (2000)
- Labirinto (2004)
- Sob Controle (2013)
- AudioArena Originals (2018)
- Antes do Fim - Acústico (2024)

### Álbuns ao Vivo
- 20 Anos ao Vivo (2002)

### EPs
- Miséria e Fome (1983)
- Cidade Solidão (2019)
- Queima! (2022)
- Não Acordem a Cidade (Acústico) (2024)

### Compilações
- Grito Suburbano (12" EP, 1982, Punk Rock Discos)
- O Começo do Fim do Mundo (LP, 1983, SESC)
- Made in Brazil (K7, 1983) [Bootleg]
- Life is a Joke (LP, 1984, Weird System)
- Volks Grito (LP, 1984, Vinyl Boogie)
- Killed by Hardcore vol. 2 (CD, 2002)
- Botinada: a Origem do Punk no Brasil (CD, 2006, ST2)
- Where The Wild Things Are vol. 07 (CD, 2007) [Bootleg]

### Videos
- Som e Fúria (DVD, 2007)